# Ste-Anne (Guilvinec)

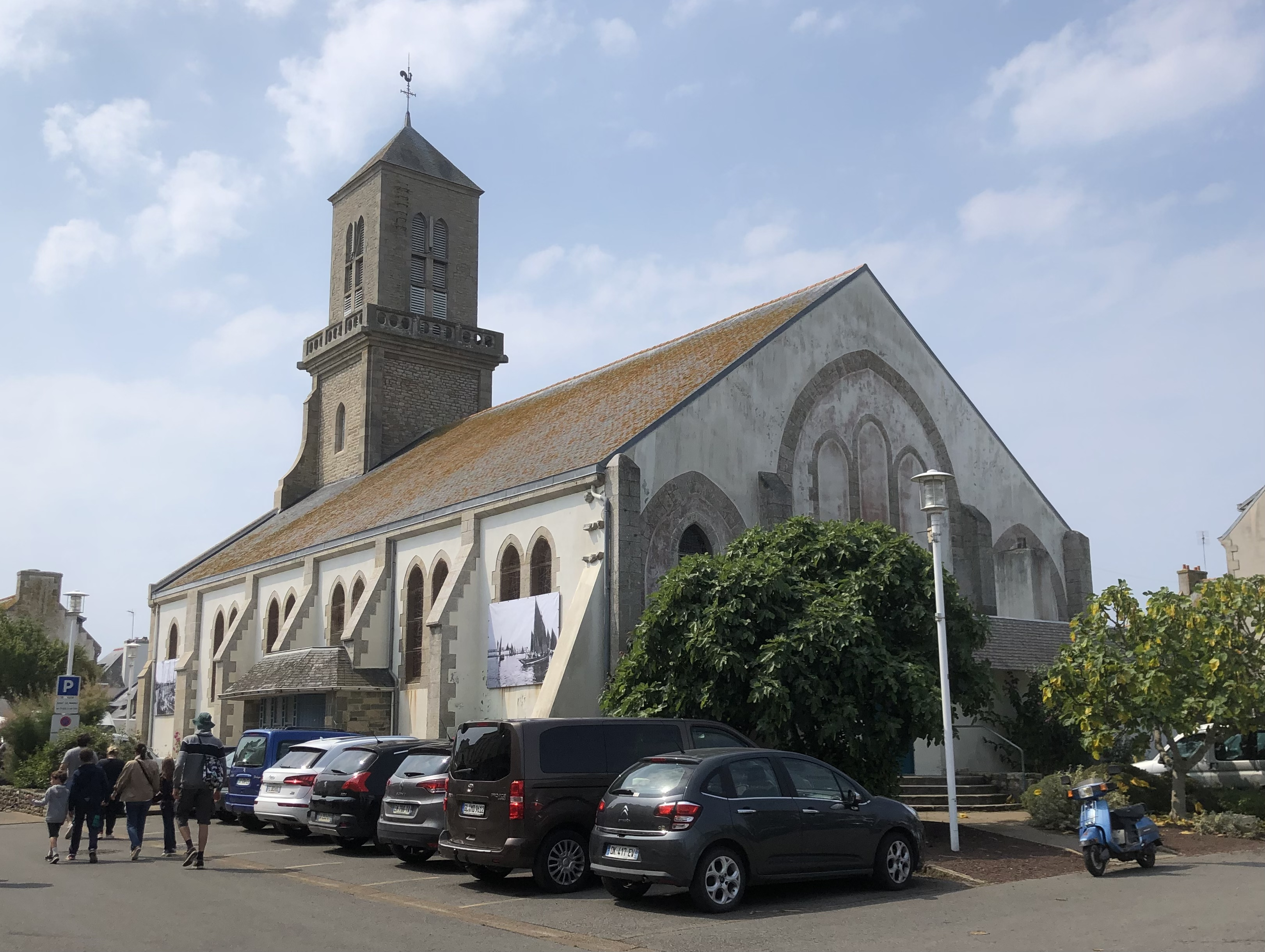
St. Anne-Kirche, 2022

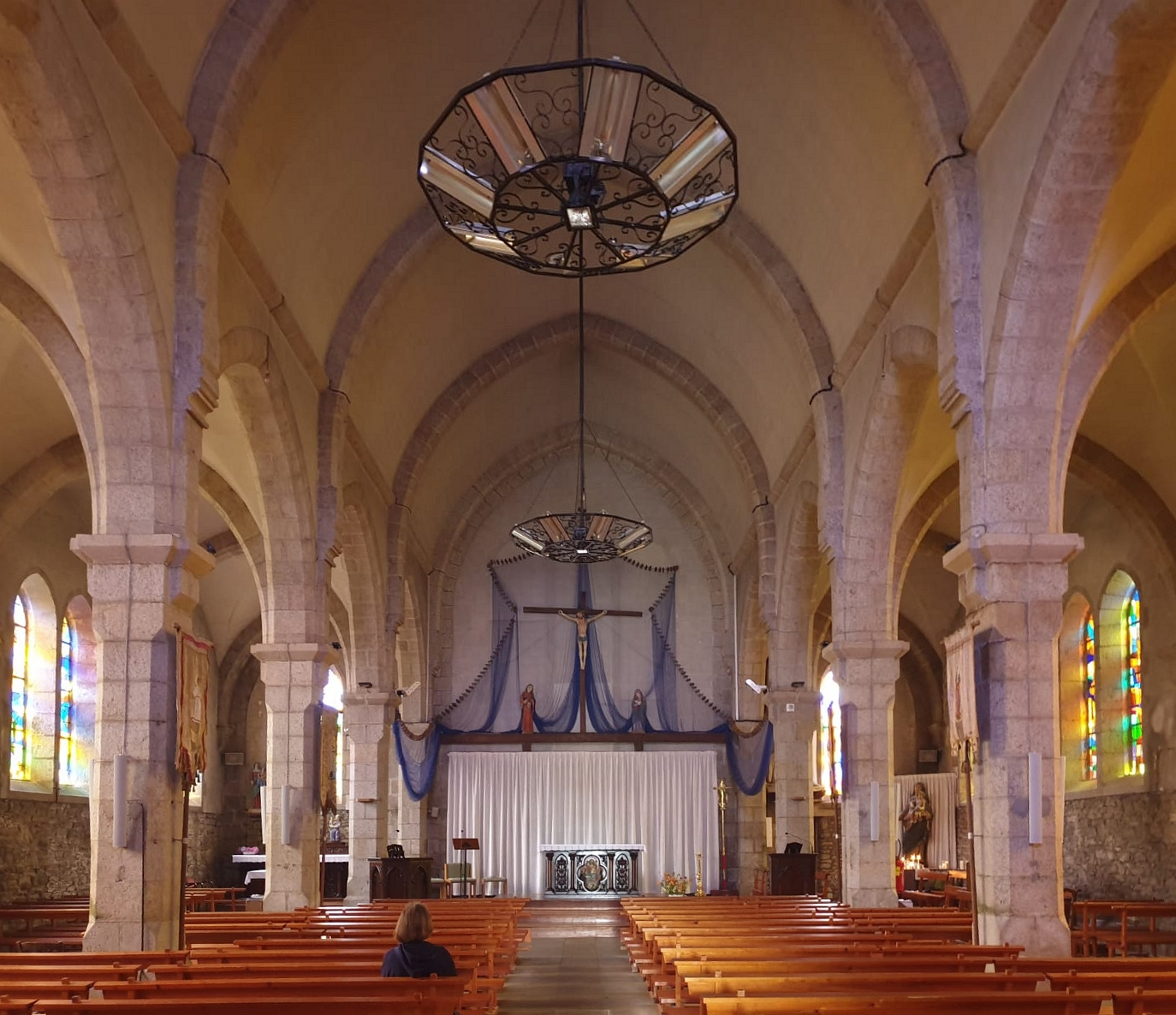
Blick zum Altar, 2024

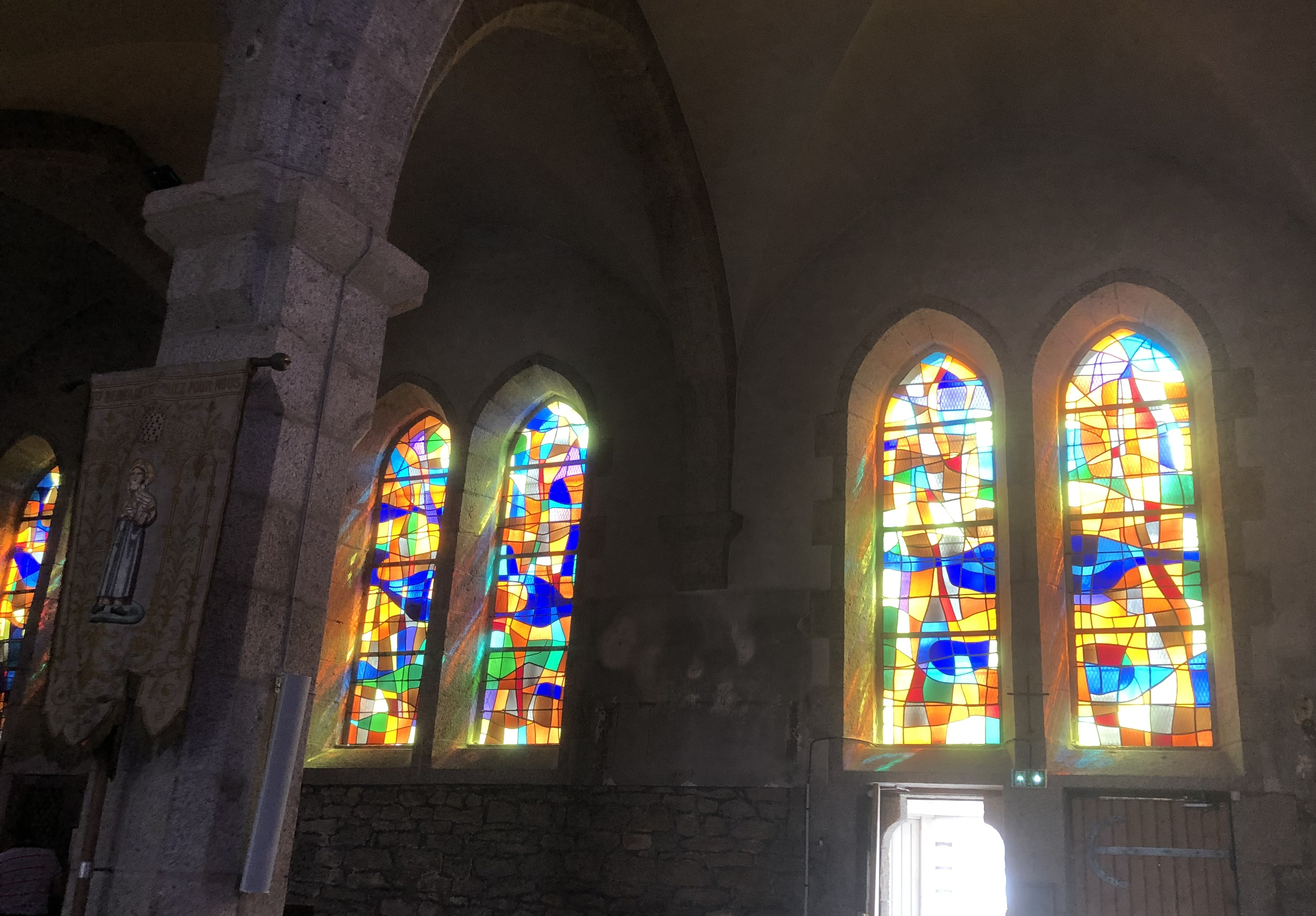
Buntglasfenster an der Ostseite

Ste-Anne ist eine römisch-katholische Kirche in Guilvinec im französischen Département Finistère.

## Lage
Die Kirche befindet sich im Ortszentrum von Guilvinec am Platz Dixmude 1 und ist in Nord-Süd-Richtung angelegt. Südwestlich vor der Kirche steht das Kriegerdenkmal Guilvinec.

## Architektur und Geschichte
Ste-Anne wurde von 1884 bis 1887 erbaut und sodann eingeweiht. Die Fassade wurde jedoch nicht fertiggestellt. Auch einen Glockenturm erhielt der Bau zunächst nicht. Erst 1992 wurde das Gebäude dann um Südturm und Fassade ergänzt. 
In der Kirche befinden sich von Jean Mingam geschaffene Buntglasfenster. Von März bis etwa Mai 2022 wurden Sanierungsarbeiten vorgenommen, um aufgetretenen Feuchtigkeitsproblemen zu begegnen. Die Kosten beliefen sich auf 100.000 €.